# NGC 4657
NGC 4657 – jasna, zakrzywiona, północno-wschodnia część galaktyki NGC 4656 znajdującej się w gwiazdozbiorze Psów Gończych. Nadaje tej galaktyce wygląd kija hokejowego. Odkrył ją William Herschel 20 marca 1787 roku (tej samej nocy co NGC 4656) i skatalogował jako osobny obiekt. Do tej pory część źródeł (np. bazy SIMBAD, NASA/IPAC Extragalactic Database czy serwis SEDS) uznaje NGC 4657 za galaktykę nieregularną (I/P).

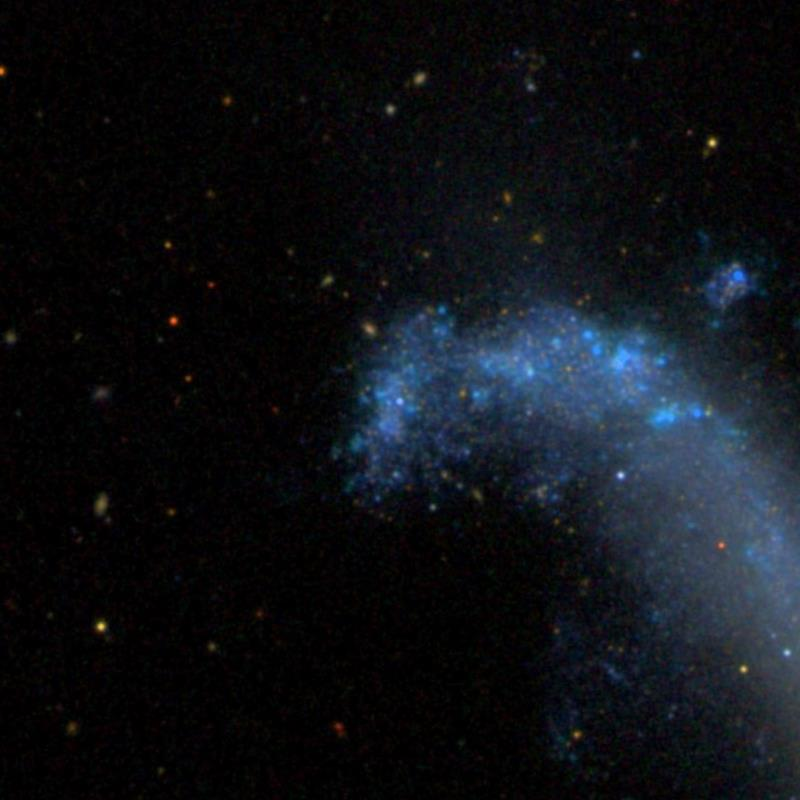
Zbliżenie NGC 4657 (SDSS)

NGC 4657 to najprawdopodobniej rejon gwiazdotwórczy wypełniony chmurami jasnych gwiazd, którego obecność jest spowodowana oddziaływaniem grawitacyjnym NGC 4656 z sąsiednią galaktyką NGC 4631. Innym produktem ubocznym tego zderzenia jest prawdopodobnie pływowa galaktyka karłowata (tidal dwarf galaxy) NGC 4656UV znajdująca się w pobliżu NGC 4657 i dobrze widoczna w ultrafiolecie.